# Зняття з хреста
Зняття з хреста (грец. Ἀποκαθήλωσις , Apokathelosis) — тема у мистецтві на основі розповіді з Євангелії, де Йосип Ариматейський та Никодим знімають Христа з хреста після його розп'яття (Івана 19). У візантійському мистецтві тема стала популярною в 9 столітті, а у західному з'являється з 10 століття. Зняття з Хреста є 13-ю станцією Хресної дороги, а також є шостою із семи скорбот Пресвятої Богородиці.
Інші фігури, не згадувані в Євангеліях, які часто наявні в зображення цієї теми, включають Івана Євангеліста, якого іноді зображують таким, що підтримує непритомну Марію (як у наведеній нижче роботі Рогіра ван дер Вейдена), і Марію Магдалину. У Євангеліях згадується невизначена кількість жінок, які спостерігали за розп’яттям, включаючи Три Марії (Марія Саломея згадується в Марка 15), а також те, що Діва Марія та Марія Магдалина бачили поховання. Ці та інші жінки та неназвані чоловіки-помічники часто зображуються. 

## Розвиток теми

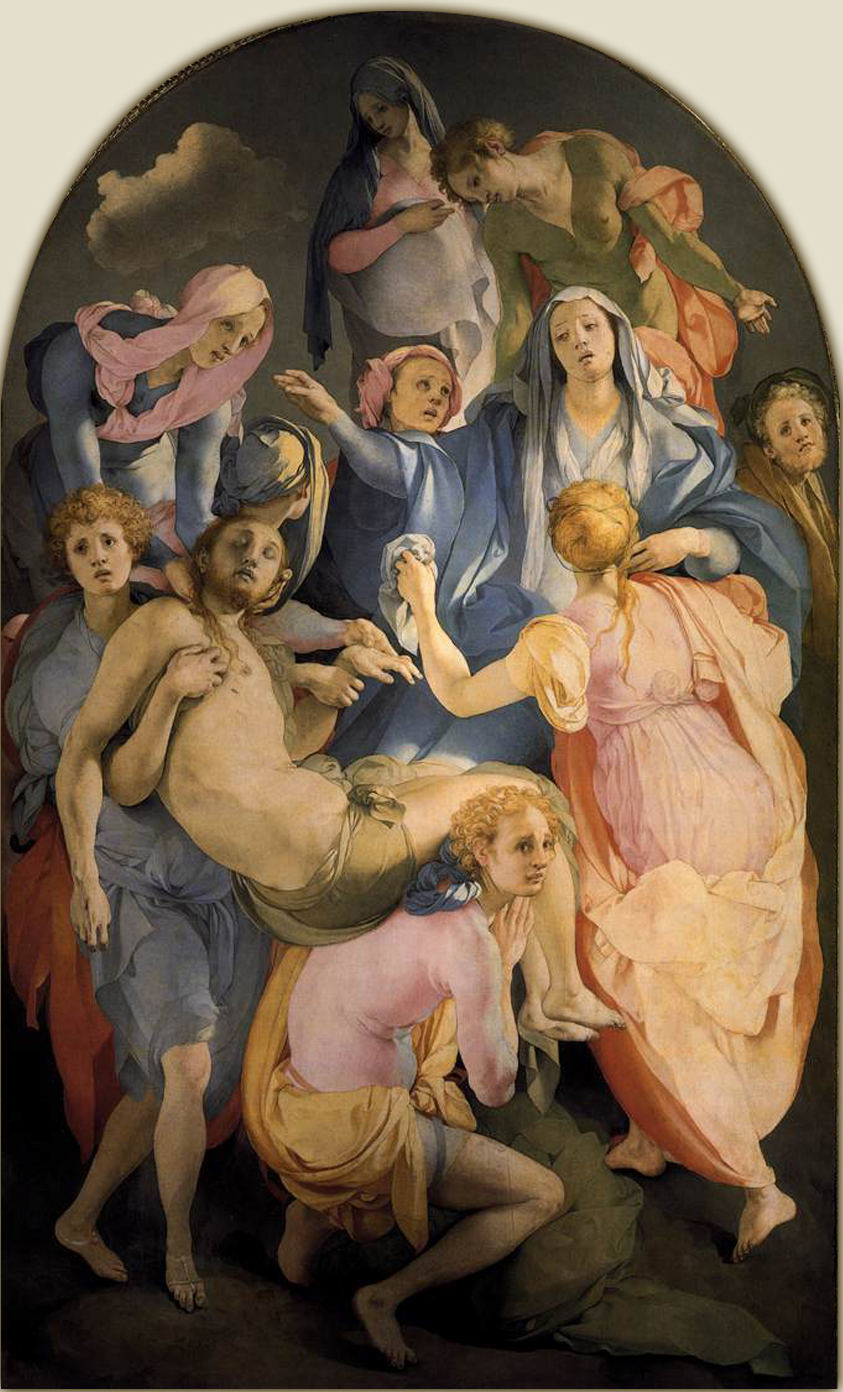
Понтормо. Зняття з Хреста. 1525—1528.

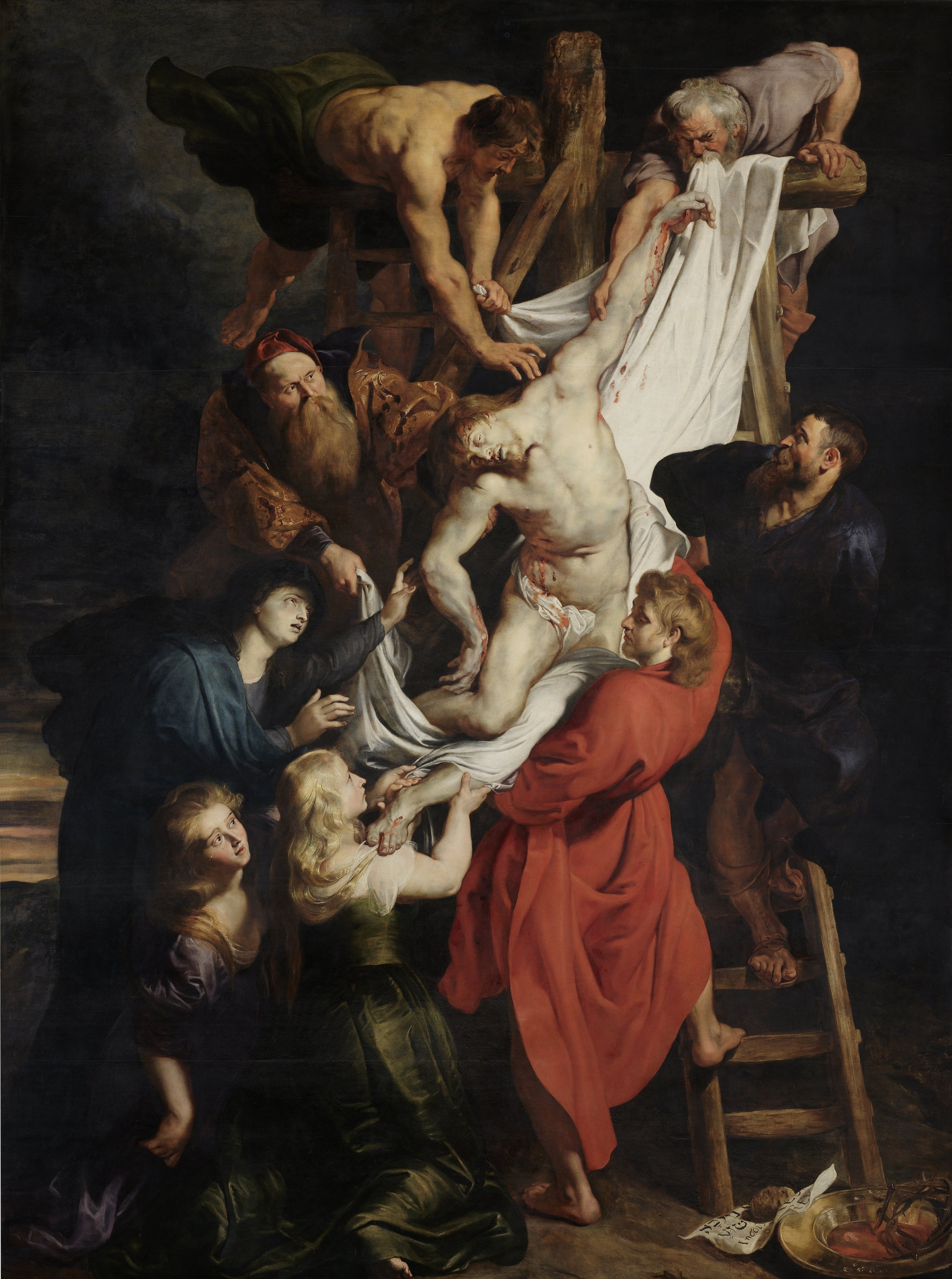
Пітер Пауль Рубенс. Зняття з хреста. 1612—1614 рр.

Вже на ранніх зображеннях деталі і позування композиції, і особливо положення тіла Христа, різноманітні. Сцена зазвичай включалася в середньовічні цикли Страстей Христових, між розп'яттям і покладенням Христа в гроб. «Оплакування Христа» або «П'єта», що зображує тіло Христа, яке тримає Марія, може ставитися між цими двома, і є поширеним як окреме зображення, особливо в скульптурі. Носіння тіла, що показує, як тіло Христа несуть до його гробниці, і Помазання тіла Христа, що показує тіло, покладене плазом на вершину гробниці, або «камінь помазання» — це інші сцени, які є продовженням теми. Останнє особливо важливо в православному мистецтві, де воно зображено на плащаницях.
В епоху Відродження ця тема стала популярною для вівтарних образів, частково через складність композиції та придатність її вертикальної форми. Маньєристська версія Россо Фіорентіно зазвичай вважається його найважливішою роботою, а вівтарний образ Понтормо, можливо, є його найамбітнішою роботою. Об'єкт був намальований кілька разів як Рубенсом, так і Рембрандтом.

## Вибрані приклади
- Повалення Христа, (бл. 1433) роботи Фра Анджеліко, у Національному музеї Сан-Марко, Флоренція.
- Зняття з хреста (бл. 1435) Рогір ван дер Вейден, Музей Прадо, Мадрид.
- Аннунціатський поліптих, Філіппіно Ліппі, завершене близько 1506 році П'єтро Перуджіно в Galleria dell'Accademia di Firenze (Галерея Академії Флоренції).
- Зняття хреста (1521) Россо Фіорентіно в Пінакотеці Вольтерри.
- Зняття з хреста (1528) Понтормо в каплиці Каппоні церкви Санта-Фелічіта, Флоренція.
- Покладання Христа (1545) Бронзіно в Палаццо Веккіо, Флоренція.
- Зняття з хреста (1612—1614), Рубенс, у соборі Богоматері в Антверпені

## Галерея

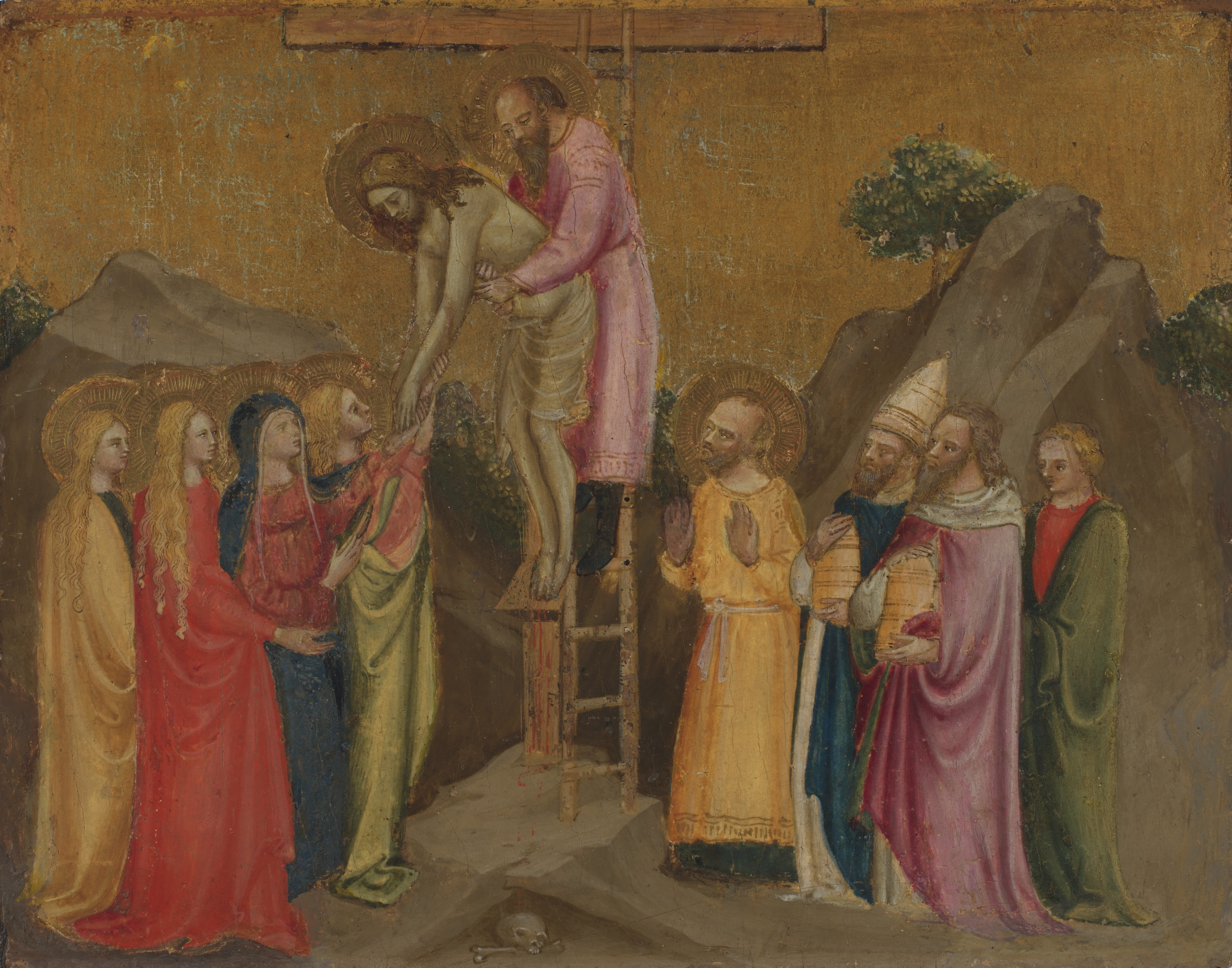
Зняття з хреста, XIV ст., дерево, олія, Італія
Зняття з Хреста. Вірменський рукопис. Євангеліє Даниїла з Уранка, 1463 рік.
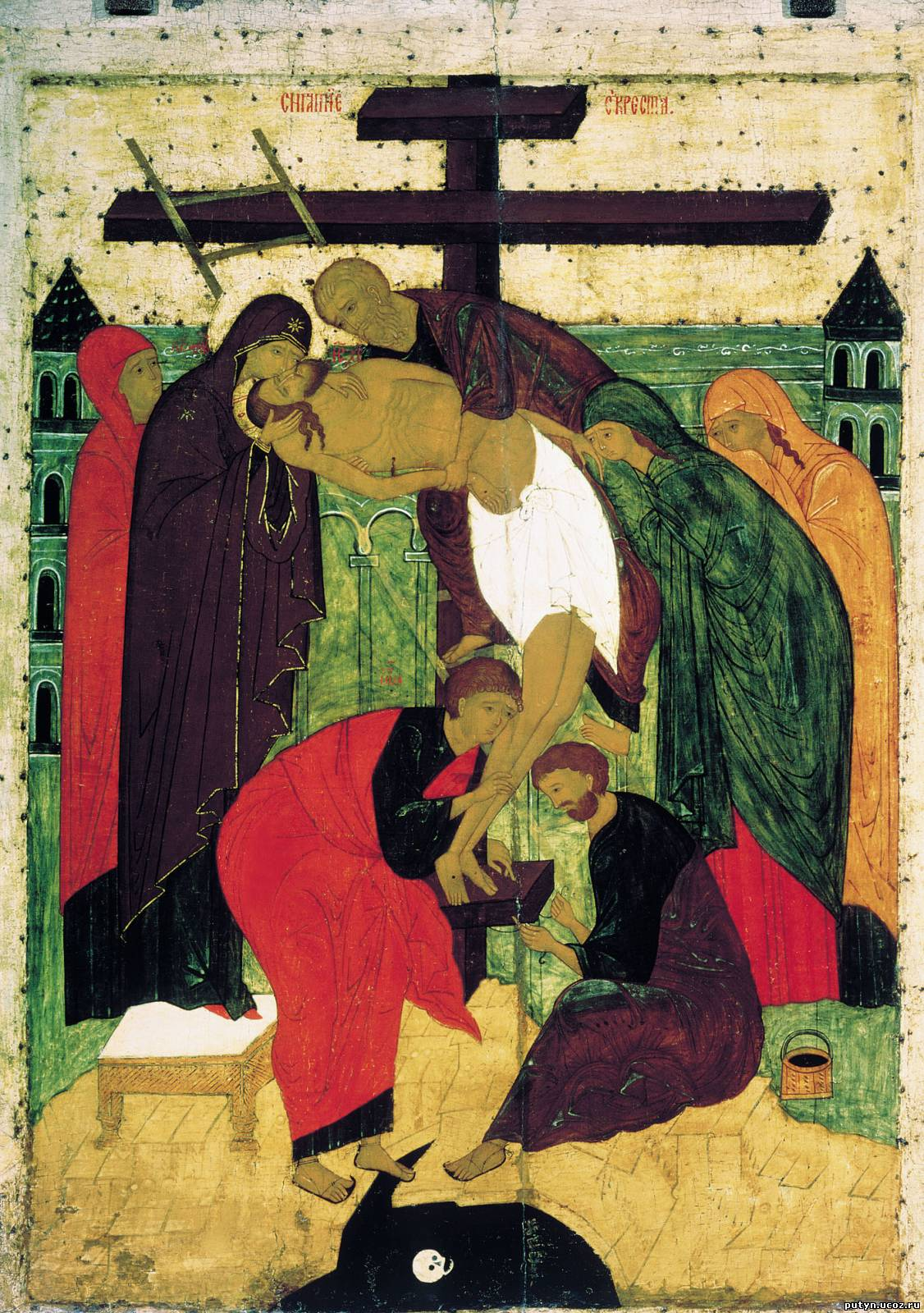
Зняття з Хреста, ікона XV ст
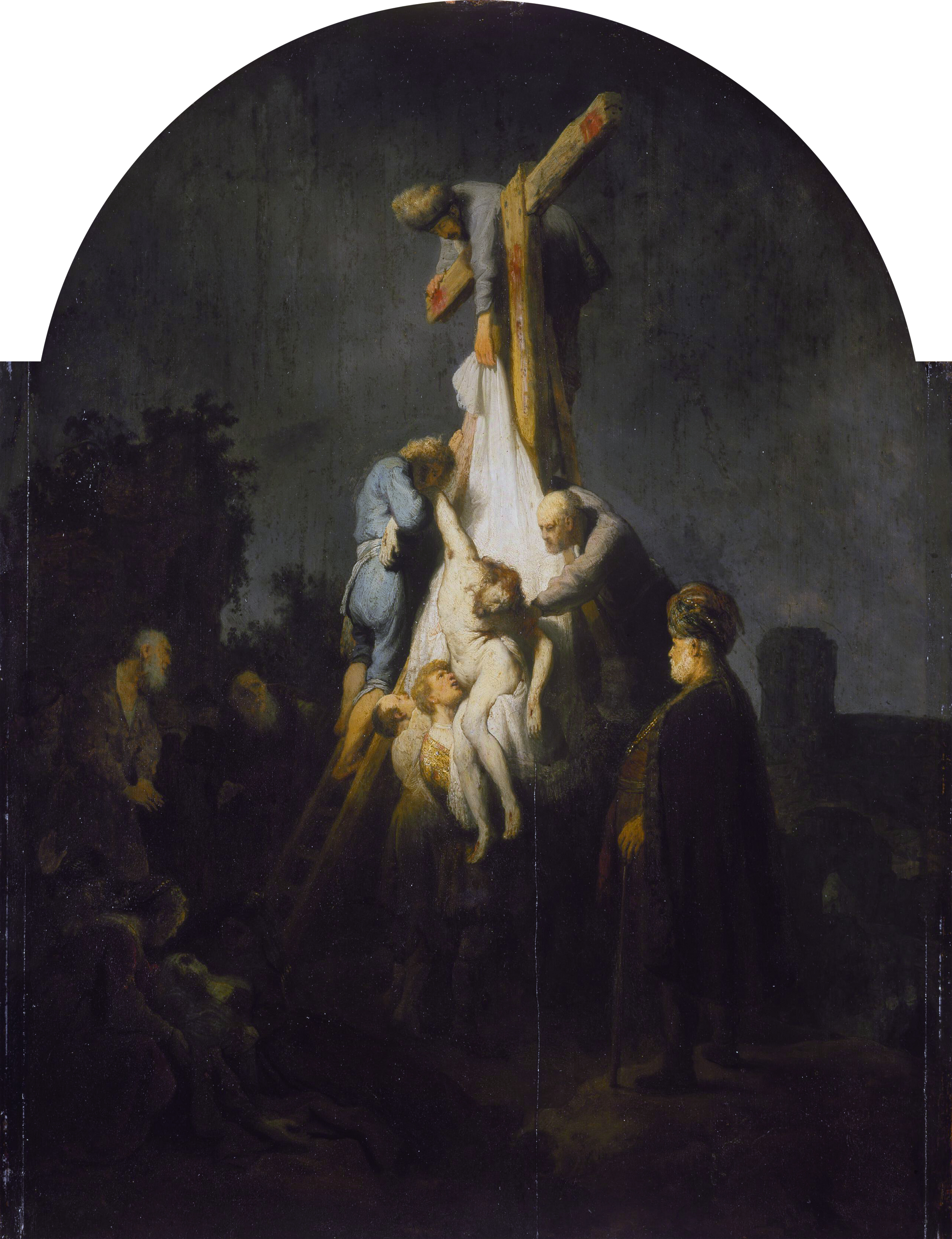
Рембрандт.Зняття з Хреста. 1633 рік.
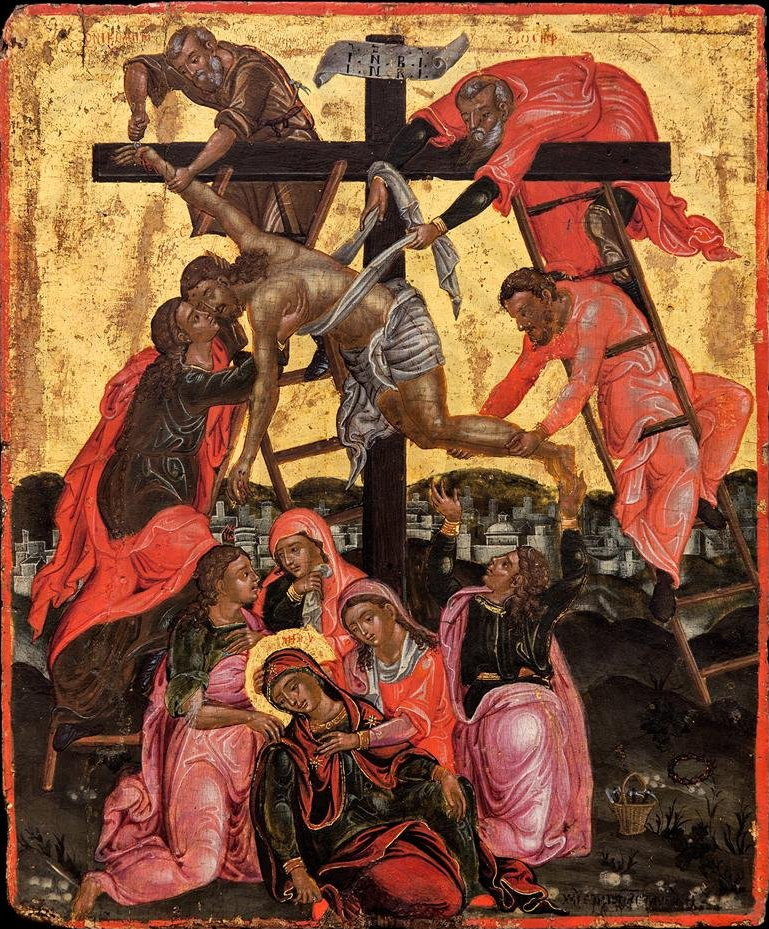
Зняття з хреста (Ставракіс)1729–1786
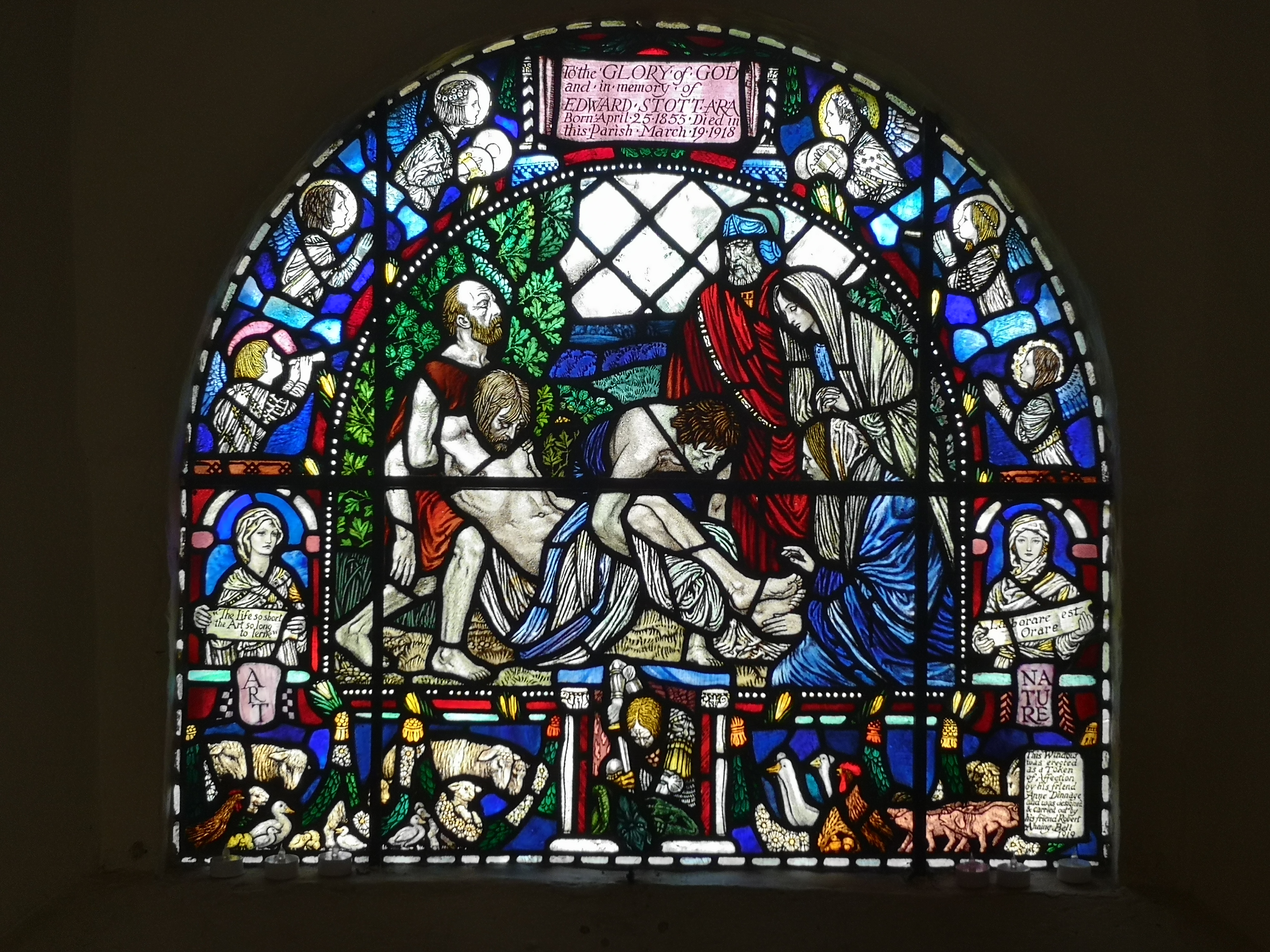
Меморіальне вікно Едварда Стотта,Роберт Еннінг Белл(1919)
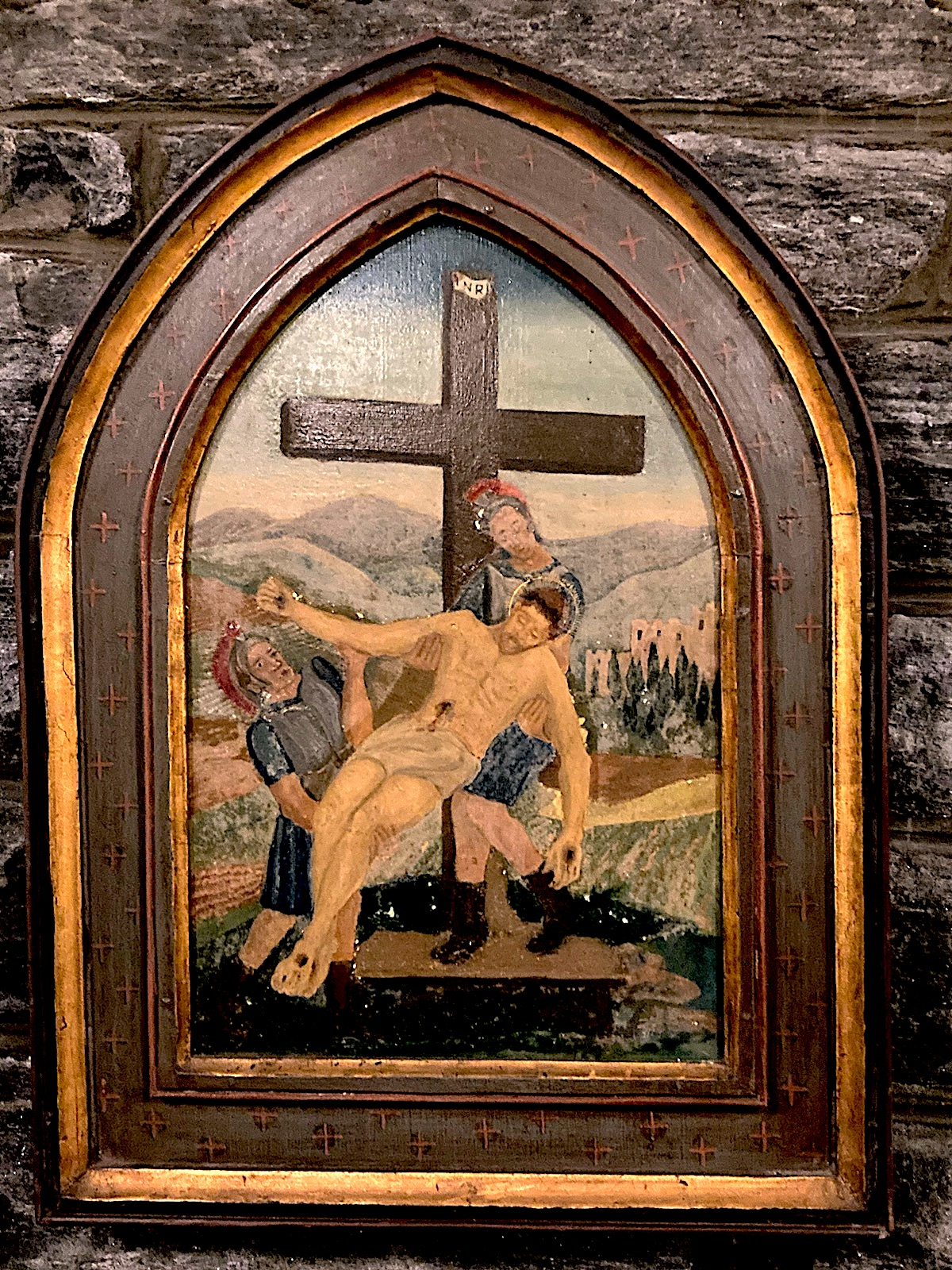
Зняття з хреста, Констанс ЛаБуато Дрейк (1962),Церква Доброго Пастиря (Роузмонт, Пенсільванія)